# Pokémon Café Mix
Pokémon Café Mix é um jogo eletrônico de quebra-cabeça gratuito desenvolvido pela Genius Sonority e publicado pela Nintendo e The Pokémon Company para o Nintendo Switch, Android e iOS. O jogo foi lançado em 23 de junho de 2020 na América do Norte e em 24 de junho de 2020 no Japão, Europa e Austrália.

## Jogabilidade
A jogabilidade de Pokémon Café Mix é similar ao jogo móvel Disney Tsum Tsum, um jogo onde um jogador conecta ícones para avançar missões. No jogo, o jogador e Eevee são os proprietários de um café onde Pokémon vêm e pedem comidas e bebidas relacionadas a Pokémon. A cada pedido, o jogador se engaja em um quebra-cabeça para fazer os itens. Nesses quebra-cabeças, o jogador precisa limpar os ícones Pokémon na tela ligando-os em um anel. O objetivo é coletar o suficiente de um determinado item conforme exibido na lista do cliente. Alguns quebra-cabeças podem envolver a eliminação de objetos-chave extras. Com cada pedido bem-sucedido, o jogador pode atualizar seu café com mais salas e andares que atraem mais tipos de Pokémon que estão dispostos a se tornarem funcionários do café. Os Pokémon de equipe podem ajudar com os quebra-cabeças tornando-os mais fáceis, por exemplo, mudando um tipo de ícone para outro.
Para o lançamento do Nintendo Switch, o jogo suporta apenas o modo portátil.

## Desenvolvimento
O jogo foi anunciado durante a apresentação de Pokémon Presents em 17 de junho de 2020.